# اولریک روبیری
اولریک روبیری (فرانسوی: Ulrich Robeiri‎؛ زادهٔ ۲۶ اکتبر ۱۹۸۲) شمشیرباز اهل فرانسه است.
وی همچنین برندهٔ جوایزی همچون لژیون دونور (شوالیه) شده‌است.